# الغول (القريشية)

تعديل مصدري - تعديل

الغول هي إحدى قرى عزلة قيفه آل محن يزيد بمديرية القريشية التابعة لمحافظة البيضاء، بلغ تعداد سكانها 232 نسمة حسب تعداد اليمن لعام 2004.